# Narail (zila)
Narail is een district (zila) in de divisie Khulna van Bangladesh. Het district telt ongeveer 720.000 inwoners en heeft een oppervlakte van 990 km². De hoofdstad is de stad Narail.

## Bestuurlijk
Narail is onderverdeeld in 3 upazila (subdistricten), 37 unions, 649 dorpen en 2 gemeenten.
Subdistricten: Narail Sadar, Kalia en Lohagara